# Râul Shannon
Râul Shannon (în irlandeză Abha na Sionainne, an tSionainn, an tSionna), 360,5 km (224 mile) în lungime, este cel mai lung râu de pe insula Irlanda, precum și cel mai lung râu din Marea Britanie sau Irlanda.